# كسلانيات بطيئات الأرجل
الكسلانيات بطيئات الأرجل أو دابَّات أو كسالى (الاسم العلمي: Bradypodidae) هي فصيلة من الحيوانات تتبع رتبة الثدييات المشعرة من طائفة الثدييات.

## أجناس
- الكسلان الثلاثي الأصابع